# Amazon MGM Studios
Amazon MGM Studios is een Amerikaanse film- en televisiestudio. Het bedrijf is gespecialiseerd in zowel productie als distributie. Het distribueren van films en televisieseries verloopt wereldwijd via de streamingdienst Prime Video. Het bedrijf maakt deel uit van Amazon.com en is een concurrent van streamingdiensten als Netflix en Hulu.

## Geschiedenis
De studio werd in november 2010 opgericht als onderdeel van het e-commercebedrijf Amazon.com. Aanvankelijk deed de studio een oproep aan beginnende scenaristen om film- en televisiescripts in te dienen die de studio kon producen. Het bedrijf liet de content vervolgens evalueren door de klanten van Amazon. Op die manier wilde de studio nieuw film- en televisietalent ontdekken en data verzamelen over de kijkgewoontes en voorkeuren van de Amazon-klanten.
Na enkele jaren veranderde Amazon van strategie en werd besloten om meer in te zetten op bekende namen uit de film- en televisiesector om zo meer abonnees voor de streamingdienst Prime Video (voorheen: Amazon Video) aan te trekken. Vanaf 2016 kreeg de filmafdeling van de studio de naam Prime Movies.
Transparent was de eerste serie van Amazon die bekroond werd met enkele grote televisieprijzen. Zo won de komische serie onder meer twee Golden Globes en acht Emmy Awards. De muzikale misdaadfilm Chi-Raq (2015) van regisseur Spike Lee was de eerste filmproductie van de studio. In januari 2017 werd Amazon de eerste streamingdienst die genomineerd werd voor de  Oscar voor beste film. De studio kreeg de nominatie voor het drama Manchester by the Sea (2016).
In 2017 sloot Amazon een deal met filmmaker Woody Allen voor de productie van vier films.  Allen had eerder al Café Society (2016) en Wonder Wheel (2017) voor de studio geregisseerd. Toen Allen vervolgens in opspraak kwam vanwege een oude rechtszaak omtrent seksueel kindermisbruik kwam de deal op de helling te staan. De première van Allens volgende film, A Rainy Day in New York, werd in 2018 voor onbepaalde duur uitgesteld door de studio. Allen eiste in 2019 een schadevergoeding van 68 miljoen dollar.

## Bekende films en series
Film
- Chi-Raq (2015)
- Café Society (2016)
- Paterson (2016)
- Manchester by the Sea (2016)
- Wonder Wheel (2017)
- The Lost City of Z (2017)
- The Big Sick (2017)
- Last Flag Flying (2017)
- You Were Never Really Here (2018)
- Beautiful Boy (2018)
- Suspiria (2018)
- Zimna wojna (Cold War) (2018)
- The Report (2019)
- Sound of Metal (2019)

Televisie
- Bosch (2014–)
- Transparent (2014–2019)
- Mozart in the Jungle (2014–2018)
- Jean-Claude Van Johnson (2016–2017)
- The Marvelous Mrs. Maisel (2017–)
- The Romanoffs (2018–)
- Homecoming (2018–)
- Too Old to Die Young (2019)
- The Underground Railroad (2021)